# Jurgen Romano Colin
Jurgen Romano Colin (nascut el 20 de gener de 1981 a Utrecht) és un exfutbolista neerlandès que jugava com a defensa.

## Trajectòria de clubs
Nascut a Utrecht d'origen surinamès, Colin va començar la seva carrera professional al PSV Eindhoven –després d'arribar al sistema juvenil del club a set anys– després d'haver fitxat per l'HMS amateur. El seu debut es va produir el 22 d'agost de 2001 en una victòria a casa per 3-2 contra el FC Den Bosch, i va jugar tres partits més abans de ser cedit al KRC Genk, amb qui va guanyar l' edició 2001-2002 de la lliga belga de futbol.
La temporada següent, Colin va ser cedit al NAC Breda, on va jugar tots els partits de la campanya. Va tornar al PSV durant la temporada 2003–04 i es va convertir en membre de l'equip complet, fent 20 aparicions a la lliga. La temporada següent va tornar a ser cedit al NAC. Les seves sòlides actuacions el 2004–05 li van valer un traspàs al Campionat de la Lliga de Futbol de Norwich City.
Colin va tenir un primer any difícil a Norwich amb les lesions, i finalment va perdre el seu lloc de lateral dret davant Craig Fleming. Va ser reincorporat a l'equip a l'inici de la temporada 2006-07 i finalment va conservar el seu estatus; tanmateix, quan el nou entrenador del club, Peter Grant, va prendre el relleu, va perdre el seu lloc davant el polifacètic migcampista Andy Hughes.
A principis de juliol de 2007, Colin va ser convidat a fer unes proves de tres setmanes amb els gegants de l'Eredivisie AFC Ajax. El dia 30, el moviment es va finalitzar per de 100.000 €, i va fer el seu debut oficial amb l'equip d'Amsterdam en la derrota de la Supercopa per 1-0 contra l'antic club PSV, guanyant el seu segon trofeu de la seva carrera.
No obstant això, després d'haver aparegut amb moderació durant aquella temporada, Colin es va traslladar a l'Sporting de Gijón l'agost de 2008, signant un vincle d'un any. Començant la temporada a l'onze titular, va ser eliminat després d'una golejada per 1–7 al Reial Madrid i no va tornar a aparèixer oficialment mai més.
El 25 d'agost de 2009, Colin es va traslladar gratuïtament al RKC Waalwijk també al màxim nivell dels Països Baixos. Després d'una sola temporada completa, que va acabar en descens, es va traslladar de nou a l'estranger, fitxant per l'Anorthosis Famagusta FC de la Primera Divisió xipriota; el 9 de febrer de 2012, va ampliar el seu contracte en aquest últim fins al 2015.
Colin, de 32 anys, es va traslladar a l'Hapoel Tel Aviv FC amb un contracte de dos anys el 2 de juny de 2013, unint-se als israelians amb el seu company d'equip Branko Ilič.

## Trajectòria internacional
Colin va representar els Països Baixos al Campionat Mundial Juvenil de la FIFA 2001, marcant un gol en una eventual sortida de la fase de grups a Argentina.